# Asturianos
Asturianos ist ein nordwestspanischer Ort und eine Gemeinde (municipio) mit 260 Einwohnern (Stand: 2024) im Osten der Provinz Zamora der Autonomen Gemeinschaft Kastilien-León. Die Gemeinde besteht neben dem Hauptort Asturianos aus den Ortschaften Cerezal de Sanabria, Entrepeñas, Lagarejos de la Carballeda, Rioconejos und Villar de los Pisones.

## Lage
Asturianos liegt in der kastilischen Hochebene in einer Höhe von etwa 970 m. Die Provinzhauptstadt Zamora ist etwa 90 Kilometer (Fahrtstrecke) in südöstlicher Richtung entfernt. Im Süden begrenzt der Río Tera, der hier zur Embalse de Cernadilla aufgestaut wird, die Gemeinde. Durch das Gemeindegebiet führt die Autovía A-52. Zahlreiche Berge befinden sich in der Gemeinde. Das Klima im Winter ist durchaus kalt, im Sommer dagegen warm bis heiß, Regen fällt verteilt übers ganze Jahr.

## Bevölkerungsentwicklung
| Jahr      | 1970 | 1981 | 1991 | 2001 | 2011 | 2021 |
| Einwohner | 780  | 578  | 427  | 331  | 278  | 260  |

## Sehenswürdigkeiten

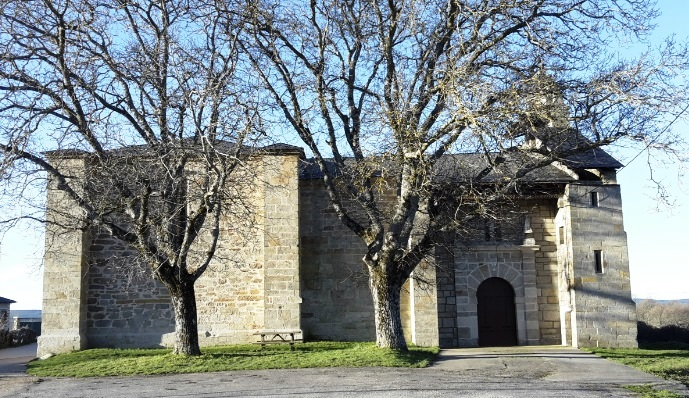
Kirche Mariä Himmelfahrt
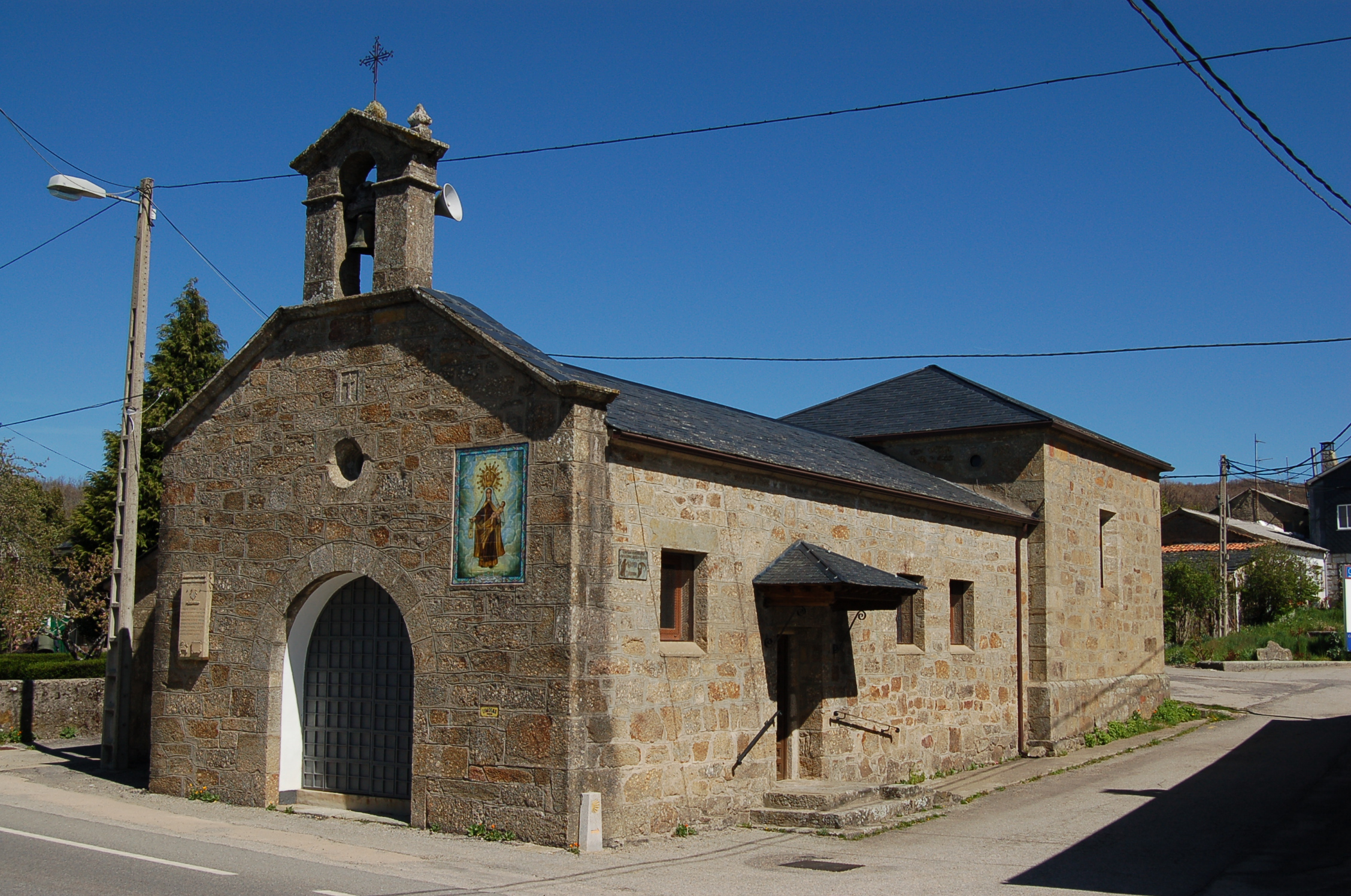
Marienkapelle
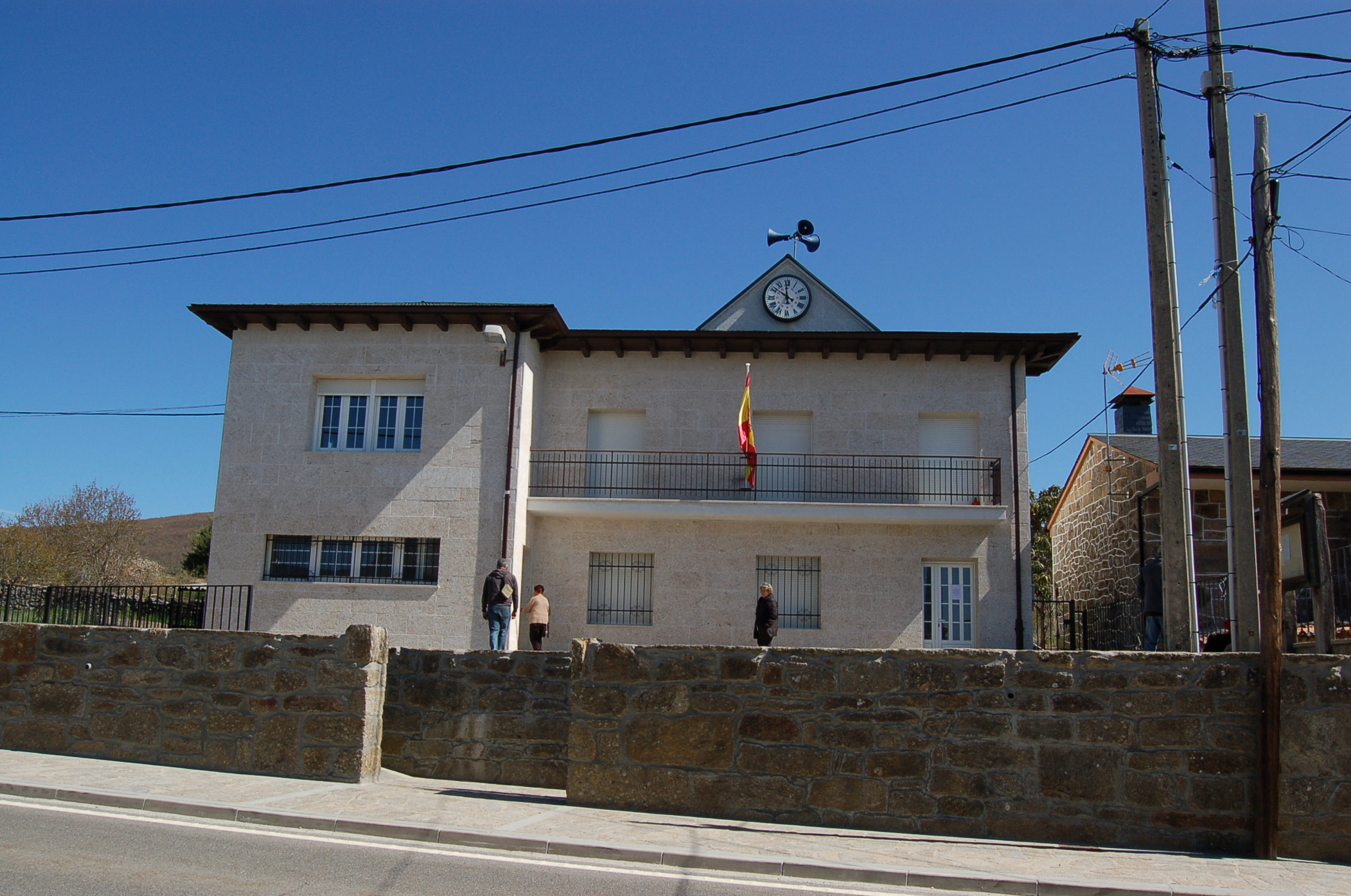
Rathaus

- Kirche Mariä Himmelfahrt
- Marienkapelle
- Rathaus